# Luisenberger Turm
Der Luisenberger Turm ist ein 22 Meter hoher Aussichtsturm in Kellinghusen im Kreis Steinburg in Schleswig-Holstein.
Der im neugotischen Stil gestaltete Turm wurde 1858 als Ersatz für einen hölzernen Aussichtsturm errichtet. Sein Name stammt von dem nördlich gelegenen Wohnhaus des Grafen Hans zu Rantzau, der es nach seiner Ehefrau Luise benannt hatte. Über eine Treppe mit 85 Stufen erreicht man die Aussichtsplattform, an deren Brüstung Orientierungstafeln angebracht sind und die einen guten Rundblick gewährt. Nach aufwändiger Sanierung ist der Turm seit 2009 wieder zugänglich.